# Emili Sampere i Oliveras
Emili Sampere i Oliveras (Barcelona, 8 de gener de 1885 - Barcelona, 4 de desembre de 1966) fou un futbolista català de les dècades de 1900 i 1910, i posteriorment entrenador, àrbitre i directiu.

## Trajectòria
Començà jugant de davanter, durant la dècada de 1900, passant al centre del camp durant els anys 1910. Comença a jugar al X Sporting Club el 1902. Entre 1903 i 1906 jugà al RCD Espanyol. Aquest any, el club aturà les activitats i Sampere, juntament amb altres companys, ingressà al X Sporting Club, on fou tres cops campió de Catalunya i màxim golejador del campionat la temporada 1906-1907. El 1909, juntament amb Julià Clapera, fou artífex del renaixement de l'Espanyol, con jugà fins a la temporada 1916. Amb l'Espanyol fou tres cops més Campió de Catalulnya. El 8 d'octubre de 1916 se li va retre un homenatge, al costat del també jugador Pere Gibert, en un partit que enfrontà el primer i el segon equip de l'Espanyol.
Posteriorment fou directiu de l'Espanyol, àrbitre i entrenador de diversos equips. Com a entrenador dirigí el Real Murcia, Reial Betis, club amb què arribà a la final de Copa de 1931 i assolí el primer ascens a primera divisió, i Real Oviedo.
El 29 de juny de 1955 fou objecte d'un gran homenatge del futbol català, amb dos partits de futbol: Espanyol 8 -Selecció Catalana 2 i Veterans 5 - Combinat de jugadors 1.

## Palmarès
X Sporting Club
- Campionat de Catalunya: 3
  - 1905-06, 1906-07, 1907-08

RCD Espanyol
- Campionat de Catalunya: 3
  - 1903-04, 1911-12, 1914-15